# Rally Princesa de Asturias de 2021
El Rally Princesa de Asturias de 2021 fue la 58.º edición y séptima ronda de la temporada 2021 del Súper Campeonato de España de Rally. Se celebró del 9 al 11 de septiembre y contó con un itinerario de once tramos que sumaban un total de 152,51 km cronometrados. Fue también puntuable para la Copa de España de Rallyes de Asfalto, el campeonato de Asturias, la Iberian Rally Trophy, la Peugeot Rally Cup Ibérica, la Beca Júnior R2, la Clio Trophy Spain y la Copa Dacia Sandero

## Itinerario
| Día   | Tramo | Nombre                         | Distancia | Hora  | Ganador                             | Tiempo  | Líder               |
| ----- | ----- | ------------------------------ | --------- | ----- | ----------------------------------- | ------- | ------------------- |
| Día 1 | TC1   | Morcín - Autocenter Principado | 16.20 km  | 14:58 | José Antonio Suárez                 | 11:38.5 | José Antonio Suárez |
| Día 1 | TC2   | Llanera - Blendio              | 15.98 km  | 16:06 | José Antonio Suárez                 | 10:02.6 | José Antonio Suárez |
| Día 1 | TC3   | Oviedo                         | 2.13 km   | 17:04 | José Antonio Suárez Surhayen Pernía | 1:39.4  | José Antonio Suárez |
| Día 1 | TC4   | Morcín - Autocenter Principado | 16.20 km  | 19:02 | José Antonio Suárez                 | 11:24.5 | José Antonio Suárez |
| Día 1 | TC5   | Llanera - Blendio              | 15.98 km  | 20:10 | José Antonio Suárez                 | 9:58.9  | José Antonio Suárez |
| Día 2 | TC6   | Santa Bárbara - Grupo Roxu     | 14.44 km  | 10:03 | José Antonio Suárez                 | 10:07.1 | José Antonio Suárez |
| Día 2 | TC7   | Nava - Alchersán Karcher       | 15.15 km  | 11:01 | José Antonio Suárez                 | 9:20.7  | José Antonio Suárez |
| Día 2 | TC8   | Sariego - Recalvi              | 13.42 km  | 12:00 | José Antonio Suárez                 | 7:45.1  | José Antonio Suárez |
| Día 2 | TC9   | Santa Bárbara - Grupo Roxu     | 14.44 km  | 15:10 | Surhayen Pernía                     | 10:00.8 | José Antonio Suárez |
| Día 2 | TC10  | Nava - Alchersán Karcher       | 15.15 km  | 16:08 | Óscar Palacio                       | 9:20.5  | José Antonio Suárez |
| Día 2 | TC11  | Sariego - Recalvi (TC+)        | 13.42 km  | 17:47 | José Antonio Suárez                 | 7:31.6  | José Antonio Suárez |

## Clasificación final
| Pos. | Piloto              | Copiloto             | Automóvil              | Tiempo    | Diferencia |
| ---- | ------------------- | -------------------- | ---------------------- | --------- | ---------- |
| 1.   | José Antonio Suárez | Alberto Iglesias Pin | Škoda Fabia Rally2 evo | 1:38:52.7 | 0.0        |
| 2.   | Surhayen Pernía     | Alba Sánchez         | Hyundai i20 R5         | 1:40:14.8 | +1:22.1    |
| 3.   | Óscar Palacio       | Enrique Velasco      | Ford Fiesta Rally2     | 1:40:51.2 | +1:58.5    |
| 4.   | Alberto Ordóñez     | Ignacio García       | Volkswagen Polo MK5 N5 | 1:44:41.2 | +5:48.5    |
| 5.   | Alejandro Cachón    | "Jandrín"            | Peugeot 208 Rally4     | 1:44:47.0 | +5:54.3    |
| 6.   | Alberto Monarri     | Ángel Luis Vela      | Peugeot 208 Rally4     | 1:44:58.9 | +6:06.2    |
| 7.   | Roberto Blach Núñez | Axel Coronado        | Peugeot 208 Rally4     | 1:45:47.4 | +6:54.7    |
| 8.   | José Luis Peláez    | Rodolfo del Barrio   | Volkswagen Polo GTI R5 | 1:46:33.7 | +7:41.0    |
| 9.   | Jorge Cagiao        | Amelia María         | Renault Clio Rally5    | 1:47:33.3 | +8:40.6    |
| 10.  | Ricardo Sousa       | Luís Marques         | Peugeot 208 Rally4     | 1:47:47.9 | +8:55.2    |